# Porto Seguro (gemeente)
Porto Seguro is een plaats en gemeente in het uiterste zuiden van de Braziliaanse deelstaat Bahia. Porto Seguro betekent 'veilige haven' in het Portugees. De gemeente heeft een bevolking van ongeveer 150.000 personen.

## Geschiedenis
Porto Seguro is de plaats waar op 22 april 1500 de Portugese ontdekkingsreiziger Pedro Álvares Cabral voet op Braziliaanse bodem zette.
Cabral verbleef hier maar enkele dagen. De huidige stad is in 1891 gesticht.

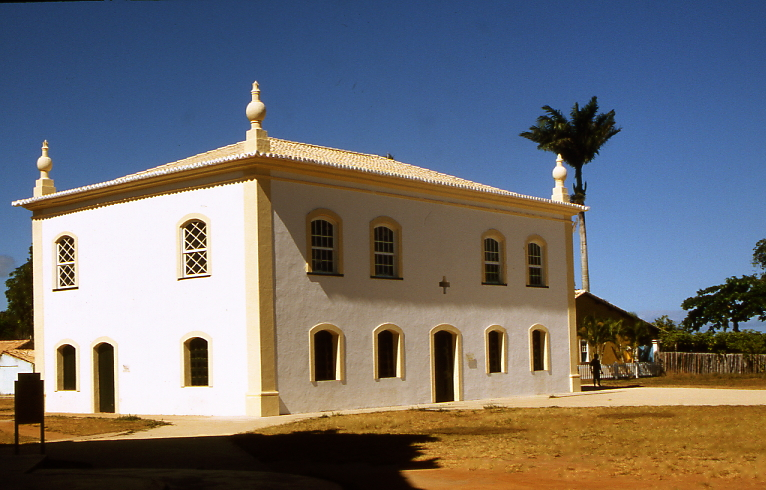
Het oude centrum van Porto Seguro

## Aangrenzende gemeenten
De gemeente grenst aan Eunápolis, Itabela, Itamaraju, Prado en Santa Cruz Cabrália.

## Economie

### Toerisme
Het huidige Porto Seguro is een bekende bestemming voor toeristen. Sinds 1993 beschikt het over een internationaal vliegveld, de Aeroporto de Porto Seguro.
In de gemeente ligt nationaal park Pau Brasil.

### Overig
Naast het toerisme speelt de landbouwsector een grote rol in de lokale economie. Het gaat hierbij om veeteelt en de teelt van cashew en kokosnoot.

## Plaatsen in de gemeente
- Porto Seguro
- Belmonte
- Santa Cruz Cabrália
- Coroa Vermelha
- Arraial d'Ajuda
- Trancoso
- Caraíva